# زين العابدين الحسيني الكاشاني
السيّد زين العابدين بن نور الدين بن مراد الحسيني الكاشاني (؟ - بحدود 1631م / 1040 هـ) عالم مسلم في أوائل القرن الحادي عشر الهجري/ السابع عشر الميلادي. ولد في كاشان من أسرة هاشمية حسينية وتوطن في مكة. هو فقيه شيعي‌ اثناعشري ومحدث ويعد من «الشهداء» عندهم. تعدّ رسالته مفرحة الأنام في تأسيس بيت الله الحرام النصّ الوحيد الذي بقي عنه وقد اعتمد فيها على مشاهداته الشخصيّة وهذه الرسالة تتحدث عن قضية تاريخية حدثت عام 1039 هـ بمكة وهي هطول أمطار غزيرة يوم الأربعاء التاسع عشر من شهر شعبان. 

اغتيل على يد مَن وصفته المصادر الجعفرية «جماعة من المخالفين النواصب من الذين نقموا عليه لتصدّيه للعمل في تأسيس بيت الله الحرام لما وجدوه منه من تشيّعه» في مكة ودفن بها. 

## سيرته
هو زين العابدين بن نور الدِّين بن مراد بن علي بن مرتضى الحسيني الكاشاني. ولد في كاشان في بلاد فارس، وتاريخ ميلاده غير معلوم. درس علوم الفقه الجعفري والحديث على يد محمد أمين الأسترآبادي وروى عنه. ومن تلامذته محمد مؤمن الأسترآبادي وعبد الرزّاق المازندراني. 

لقد حظى الكاشاني لسعة علمه وتجديده لبيت الله الحرام، بمدح والثناء العديد من العلماء الشيعي كعبد الحسين الأميني في شهداء الفضيلة ومحسن الأمين في أعيان الشيعة لكونه أول من وضع حجرًا في أساس كعبة لما هدمه السيل في سنة 1039 هـ/ 1630م وباشر بنفسه بناء شي من حيطانه وذلك في سنة 1040 هـ/ 1631 م، ثم صنّف في ذلك رسالة سمّاها مفرحة الأنام في تأسيس بيت الله الحرام.

### إغتياله
لم تذكر المصادر سنة وفاته، لكن يؤكدون أنّه اغتيل في مكة بحدود 1631م / 1040 هـ ويعتبر شهيدًا عند الطائفة الإثنا عشرية «على يد جماعة من المخالفين النواصب من الذين نقموا عليه لتصدّيه للعمل في تأسيس بيت الله الحرام لما وجدوه منه من تشيّعه وولائه الخالص لآل البيت عليهم‌السلام وربما اردي قتيلاً بعد تشييد الكعبة المعظّمة بمدّةٍ وجيزة.»

وقد دُفن في قبرٍ أعدّه لنفسه بمقبرة المعلاة.

## مفرحة الأنام في تأسيس بيت الله الحرام
تعدّ رسالة مُفرّحة الأنام في تأسيس بيت الله الحرام النصّ الوحيد الذي بقي عنه وقد كتبها بلغتين عربية وفارسية. فقد اتّبع طريقة المحدّثين مقسّماً رسالته إلى تمهيد، وثلاثة فصول وخاتمة، ركّز الأوّل والثاني منها على أبنية الكعبة وأحوالها، فيما درس الثالث منها المسجد الحرام وأحواله وصفاته، واختتم رسالته بوصف الأماكن المقدّسة بمكّة ناصحاً المؤمنين بضرورة زيارة هذه البقاع والتزوّد منها.

تكتسب رسالة مفرحة الأنام أهمّية واضحة عند المؤخورين ذلك أنّها عالجت موضوع بناء الكعبة بعد السيل الذي أضرَّ بها سنة 1039 هـ / 1630 م والمؤلف هو أحد مشيّدي هذا البناء. 

فقد حوت مفرحة الأنام على تفاصيل حادث السيل الذي غمر المسجد الحرام والكعبة وأعمال البناء فيها، بعد إزالة الأجزاء المتضرّرة من الكعبة، على شكل يوميّات أرّخها المؤلِّف من خلال عمله ومشاهداته التي تبدأ من الصباح وحتّى المساء، مع تحديد المدّة التي انجز فيها العمل بدقّة، وما رافق ذلك من وصف دقيق للمواضع المختلفة في الكعبة والمسجد الحرام وما جاورها من أبنية.